# Редінг (Англія)
Ре́дінг (англ. Reading) — місто (формально — містечко, англ. town[⇨]) в Англії, виділено в унітарну одиницю у центральній частині церемоніального графства Беркшир.
Місто розташовано на березі річки Кеннет, притоки Темзи.

## Історія
Редінг засновано 871 року. Статус міста надано у 1086 році.
Наприкінці XIX століття в Редінгу було 60 тисяч жителів (1891), були фабрики парусини, оксамиту, стрічок, шпильок, заводи з лиття чавуну, бісквітна фабрика. Значну роль відігравала торгівля. У передмістях процвітало фермерське господарство і квітництво.
1 квітня 1998 року перетворено на унітарну одиницю неметропольного графства Беркшир. Займає площу 40 км² та межує на південному сході з Вокінгемом, на південному заході – із Західним Беркширом, на півночі – з церемоніальним графством Оксфордшир.

## Населення
На території міста проживають 143 096 осіб, середня густота населення - 3542 осіб/км² .

## Політична ситуація
Редінг управляється міською радою, що складається з 46 депутатів, обраних від 16 округів. В результаті останніх виборів 22 місця у раді належать лейбористам .

## Освіта

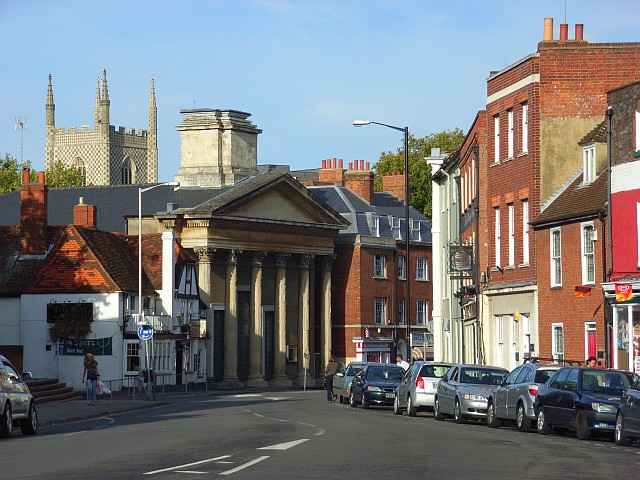
Церква святої Марії

У місті розташовано великий університет - The University of Reading , що первинно був частиною Оксфордського університету, але 1926 року отримав автономний статус. Університет займає величезну територію з парком та озером. 
Основні галузі навчання в університеті: робототехніка, біологія, інформатика. До складу університету також входить одна з найбільших фінансових шкіл Європи — ICMA (International Capital Market Association, ICMA Centre) , частина бізнес-школи Henley.

## Економіка
У Редінгу розміщено штаб-квартири великої нафтогазової компанії BG Group й постачальника будівельних матеріалів Wolseley; обидві компанії входять до бази розрахунку індексу FTSE 100.
Найбільші компанії в місті: Logica (Інформаційні технології та консалтинг) та Yell Group (публікація телефонних довідників). Окрім того, в місті мають свої офіси компанії Oracle Corporation, NVIDIA, HP, DELL.

## Спорт
У місті базується професійний футбольний клуб «Редінг». Головною ареною клубу є Мадейскі (24 тис. глядачів). 

## Видатні постаті
- Майк Олдфілд (нар. 1953) — композитор і музикант.
- Рікі Джервейс (нар. 1961) — комік
- Діана Сеттерфілд (нар. 1964) — письменниця
- Сем Мендес (нар. 1965) — режисер
- Люсі Ворслі (нар. 1973) — історикиня й телеведуча
- Кейт Вінслет (нар. 1975) — акторка
- Наталі Дормер (нар. 1982) — акторка
- Кетрін, принцеса Уельська (нар. 1982) — герцогиня Кембриджська
- Піппа Міддлтон (р. 1983) — світська левиця, молодша сестра Кетрін, принцеси Уельської

## Цікаві факти
- Назва перекладається як «читання». Хоча насправді місто названо на честь саксонського вождя на ім’я Реада та вимовляється не «рідін» (читання), а «редін».
- Редінг згадується в нарисі англійського письменника-фантаста Герберта Уеллса «Кремлівський мрійник» як місто, що «славиться своїми притонами».
- В культовому фільмі "The Rutles: All You Need Is Cash" (пародія на Бітлз) Баррі Вом (прототип Рінго Старра) після завершення «кар’єри» стає перукарем неподалік від Редінга.
- У приватному будинку у районі Редінга Соннінг жив видатний британський вокаліст та композитор Девід Байрон, який відомий у світі здебільшого як фронтмен легендарного прог-рок гурту Uriah Heep.
- Редінг — одне з найбільших містечок (англ. town) у Сполученому Королівстві, що не має статусу міста (англ. city). Редінг подавався на отримання статусу міста чотири рази: у 2000, у 2002 (під приводом золотого ювілею Єлизавети II[en]), у 2012 (під приводом діамантового ювілею Єлизавети II)[6][7][8][9] й у 2022 (під приводом платинового ювілею Єлизавети II)[10][11] — але безуспішно.